# Сероштан, Фёдор Кузьмич
Фёдор Кузьми́ч Серошта́н (1901—1954) — организатор сельскохозяйственного производства в Казахстане. Герой Социалистического Труда (1948).

## Биография
В 1925—1931 годах Фёдор Сероштан работал председателем кредитного товарищества в Холмогоровке, в 1932—1953 годах — председателем колхоза имени Сталина в Талды-Курганской области.
В 1947 году в колхозе, руководимом Сероштаном, на 70 гектарах было выращено по 37,4 центнера пшеницы, с площади 3 тыс. гектаров было собрано в среднем по 14 центнеров с гектара.
Избирался депутатом Верховного Совета СССР 1-го созыва.

## Награды
Награждён двумя орденами Ленина (05.11.1940, 1948) и медалями СССР.